# Oligacanthorhynchus tumidus
Espèce
Synonymes
- Travassosia tumida Van Cleave, 1947 - protonyme
- Oligacanthorhynchus tumida (Van Cleave, 1947)
- Hamanniella tumida (Van Cleave, 1947)

Oligacanthorhynchus tumidus est une espèce d'acanthocéphales de la famille des Oligacanthorhynchidae. C'est un parasite digestif de l'Opossum de Virginie en Amérique du Nord.